# BMC ADO17
BMC ADO17 — кодовое обозначение серии легковых автомобилей компании British Motor Corporation, производившихся с 1964 по 1975 годы. Машины продавались под марками Austin (модели Austin 1800 и Austin 2200), а также Morris (Morris 1800 и Morris 2200) и Wolseley (Wolseley 18/85 и Wolseley Six). Получивший в народе прозвище «сухопутный краб» (landcrab), Austin 1800 стал в 1965 году автомобилем года в Европе, вслед за Rover P6, выигравшим конкурс годом ранее.

## Описание
После успеха Mini и Austin 1100 руководство компании BMC решило использовать оказавшийся столь удачным дизайн для создания ещё одного авто, на этот раз большего размера. Разработка проекта, получившего название ADO17, велась Объединённым Конструкторским Бюро (англ. Amalgamated Drawing Office, ADO) компании BMC. Новый автомобиль был представлен в 1964 году под названием Austin 1800. Двумя годами позже машина стала продаваться через сеть дилеров Morris под маркой Morris 1800, а в 1967 году — ещё и как Wolseley 18/85 (не следует путать с Wolseley 18/85 выпуска 1938–1948 гг.).

### Первое поколение
Автомобиль выглядел необычно для своего времени: минималистичный интерьер, отделанный кожей деревом и хромом, большие окна. Приборная панель также имела оригинальный дизайн, выделяясь в первую очередь ленточным спидометром. Под ней находился отделанный хромом рычаг ручного тормоза, напоминавший по виду трость зонта. Передних сидений было два, но располагались они вплотную друг к другу, что позволяло при случае вместить и троих человек. Экстерьер автомобиля был результатом совместной работы Иссигониса и ателье Pininfarina.
С технической стороны автомобиль также был достаточно интересен, в частности имел длинную колёсную базу, позволившую увеличить размер салона и добиться лучшей стабильности на дороге. Применение же подвески Hydralastic, в которой передние колёса соединены с одноимёнными задними (левое с левым, правое — с правым) гидравлической системой, позволило улучшить сцепление с дорогой в поворотах и повысить комфорт езды по ухабам. В тормозной системе использовалась система перераспределения тормозных усилий между осями в зависимости от ускорения торможения. При торможении с ускорением 0,3g (g = 9,808 м/с²) усилие распределялось между передней и задней осью с соотношением 68,8% и 32,2% соответственно. При более интенсивном торможении усилия росли в соотношении 3,65:1 и при ускорении 0,87g на переднюю ось передавалось 81,6%, на заднюю — 18,4%.
Кузов машины имел высокую торсионную жёсткость, 18032 Нм/град., что примерно втрое выше машин тех времён сходного размера. Продольная жёсткость измерялась следующим образом: кузов фиксировался в местах крепления колёс, а посередине прикладывалось вертикальное усилие в 453 кг. (1000 фунтов). Величина деформации в точке приложения усилия не превышала 0,48 мм (0,019 дюйма).
Хотя модернизации и доработки на этапе производства были характерной особенностью многих автомобилей тех лет, количество и характер изменений, внесённых в Austin 1800 в первые годы создаёт впечатление, что машину разрабатывали уже после постановки на конвейер. Через месяц после начала продаж, в декабре 1964 года, у машины появились передние сиденья с регулировкой наклона спинки и, опционально, центральный подлокотник у заднего. Ещё месяц спустя, в январе 65-го, коэффициент главной передачи с 4,2:1 возвращают к соотношению 3,88:1, как на прототипах. Причиной производитель указал «проблемы с потреблением масла». Примерно в то же время, в ответ на жалобы некоторых покупателей о разрушении клапанов при езде на максимальной скорости, были уменьшены зазоры клапанов (что привело с падению мощности двигателя на 2 л.с.) и изменены передаточные числа КПП. В феврале 1965 года машина обзавелась брызговиками для задних колёс и избавилась от дребезжания руля (путём установки прокладки). Также модификацией синхронизатора была вылечена склонность ранних Austin к «вылетанию» 1-й и 2-й передач. Тихо и незаметно отказались от «гибкого плоского уровнемера», который, как было объяснено, невнимательные водители вставляли задом наперёд и, не видя риски, заливали в двигатель слишком много масла. В октябре 1965 года был немного изменён (и перемещён) рычаг ручного тормоза, а в конце года — убран стабилизатор поперечной устойчивости, перенастроена задняя подвеска. Небольшие изменения коснулись и рулевого управления, в связи с жалобами на износ шин и упрочнённой в январе 1966 года системой крепления двигателя. Запуск в производство Morris 1800 в начале 1966 года также послужил толчком к дальнейшим доработкам. В связи с трудностью включения в холодную погоду 1-й и 3-й передач были переработаны тросы управления коробкой передач, а в мае 66-го крепления сидений были адаптированы к более широкому диапазону их регулировок.
В июне 1967 года без фанфар и пресс-релизов на британском рынке появилась обновлённая версия Austin 1800. Автомобиль отличался переработанным управлением обогревателем, полосой из орехового шпона на приборной панели и полностью раздельными передними сиденьями (ранее сиденья размещались вплотную). Столь же незаметно были исправлены и ряд других недостатков машины, в частности снизили число оборотов руля от упора до упора с 4,2 до 3,75, причём данные изменения вносились в автомобили уже с сентября 1966 года (а в австралийские модели — ещё чуть ранее). Также у обновлённый автомобиль комплектовался новым, перекалиброванным, измерителем уровня масла. В результате пошли слухи, что проблемы с двигателями у некоторых ранних моделей возникали исключительно по причине неправильного уровня масла (в результате комплектации машин неправильно калиброванным измерителем), производители же настаивали, что изменение уровня масла — лишь одно из нескольких изменений, и убеждали владельцев не использовать новые измерители в старых автомобилях.
Двери автомобиля впоследствии получили вторую жизнь на автомобилях Austin Maxi и Austin 3-Litre (ADO61).

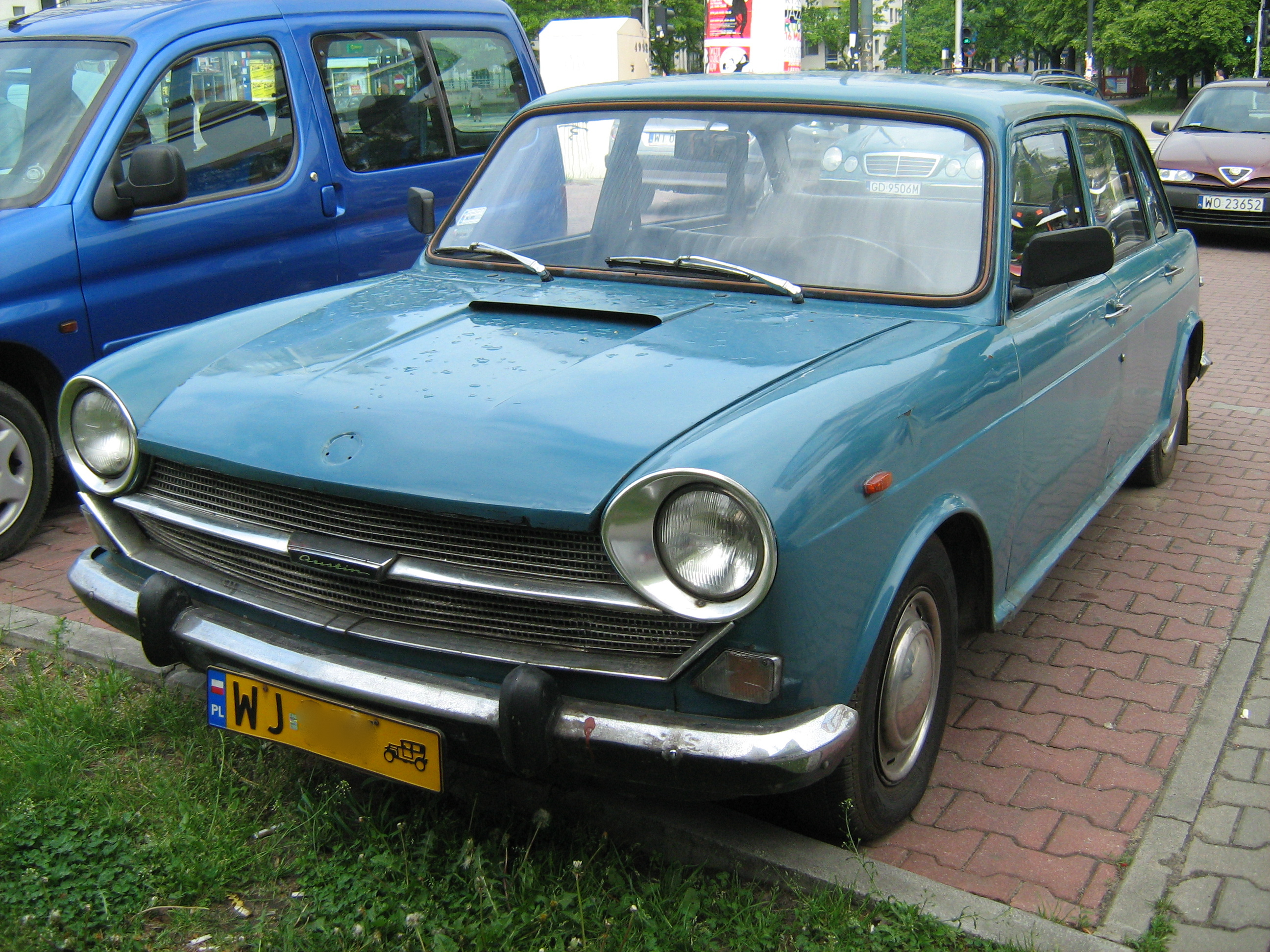
Austin 1800 (Mark I)

### Второе поколение
В мае 1968 году началось производство второго поколения ADO17, Mark II. Интерьер автомобиля был удешевлён и стал выглядеть более традиционно, были переработана отделка кузова (в том числе и решётка радиатора). У автомобилей производства Austin и Morris узкие горизонтальные задние фонари сменились вертикальными «плавниками», что сблизило внешний вид машин с ADO16. За счёт увеличенной степени сжатия мощность двигателя возросла на 5 л.с., до 86. Из других изменений стоит отметить увеличение передаточных чисел второй и главной передач, а также крепление верхних рычагов подвески к кузову посредством сайлентблоков (на Mark I использовались роликовые подшипники) и колёса большего размера.
В октябре 1968 года на рынок выходит модель 1800S, двигатель которой, оснащённый двумя карбюраторами, имеет максимальную мощность 95 л.с. К 1970 году модель «S» оснащалась двигателем мощностью 97 л.с., спидометром, градуированным до 120 миль/ч (193 км/ч), а также «спортивными» элементами отделки.

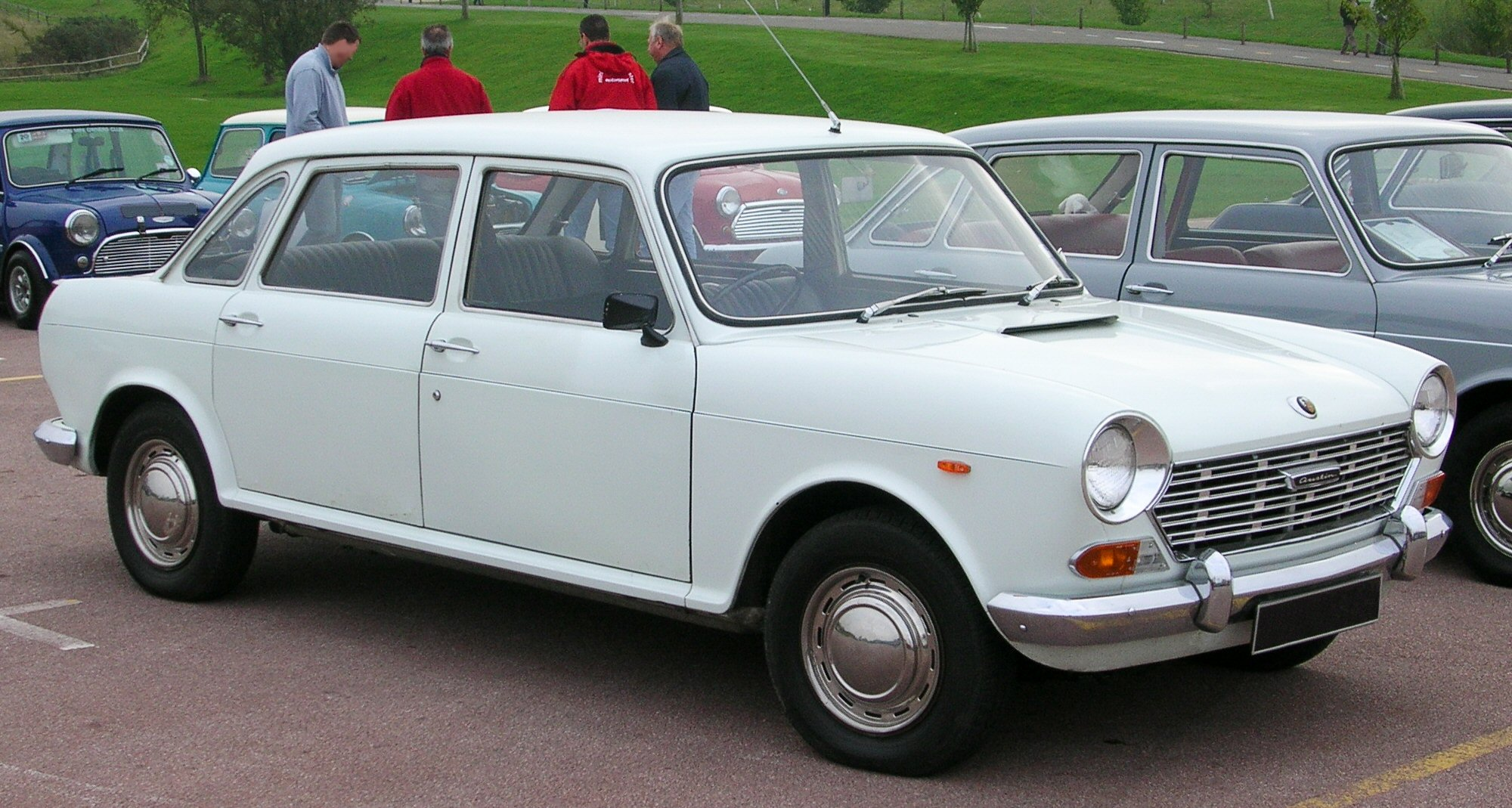
Austin 1800 Mark II 1969 г.в.
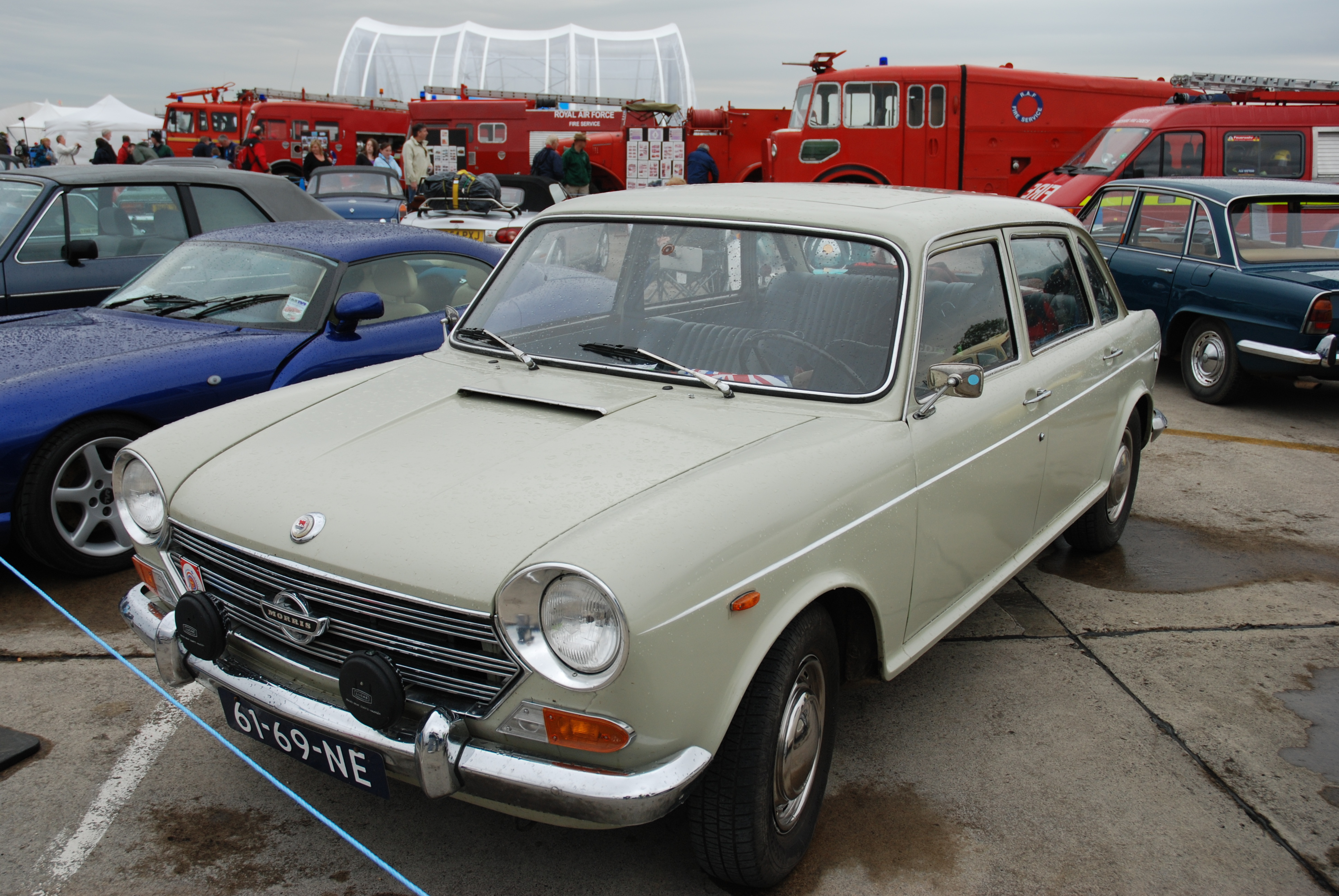
Morris 1800 Mark II
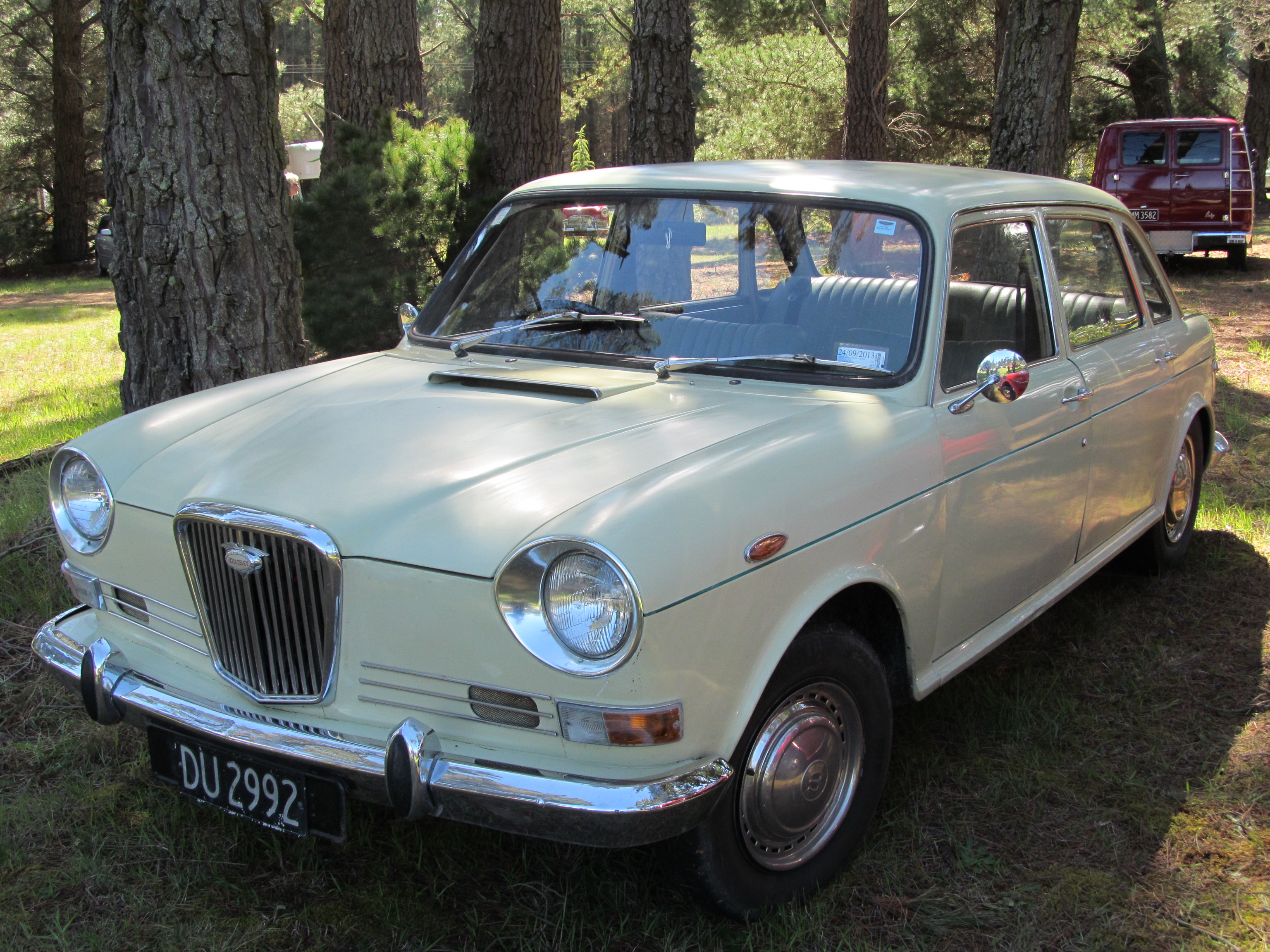
Wolseley 18/85 Mark II 1969 г.в.

### Третье поколение
Появившийся в 1972 году Mark III не привнёс с собой серьёзных изменений. В очередной раз сменилась решётка радиатора (на сей раз общая у Austin и Morris), различные улучшения в интерьере, в их числе — перемещение рычага ручного тормоза на привычное место на полу между передних сидений. В этом же году линейки автомобилей дополнились 6-цилиндровыми версиями: Austin 2200, Morris 2200 и Wolseley Six. Также 72-й стал последним годом для автомобиля Wolseley 18/85, Austin 1800 и Morris 1800, впрочем, остались на конвейере. Производство автомобилей продолжалось до апреля 1975 года, когда на смену им пришёл Austin 18-22.

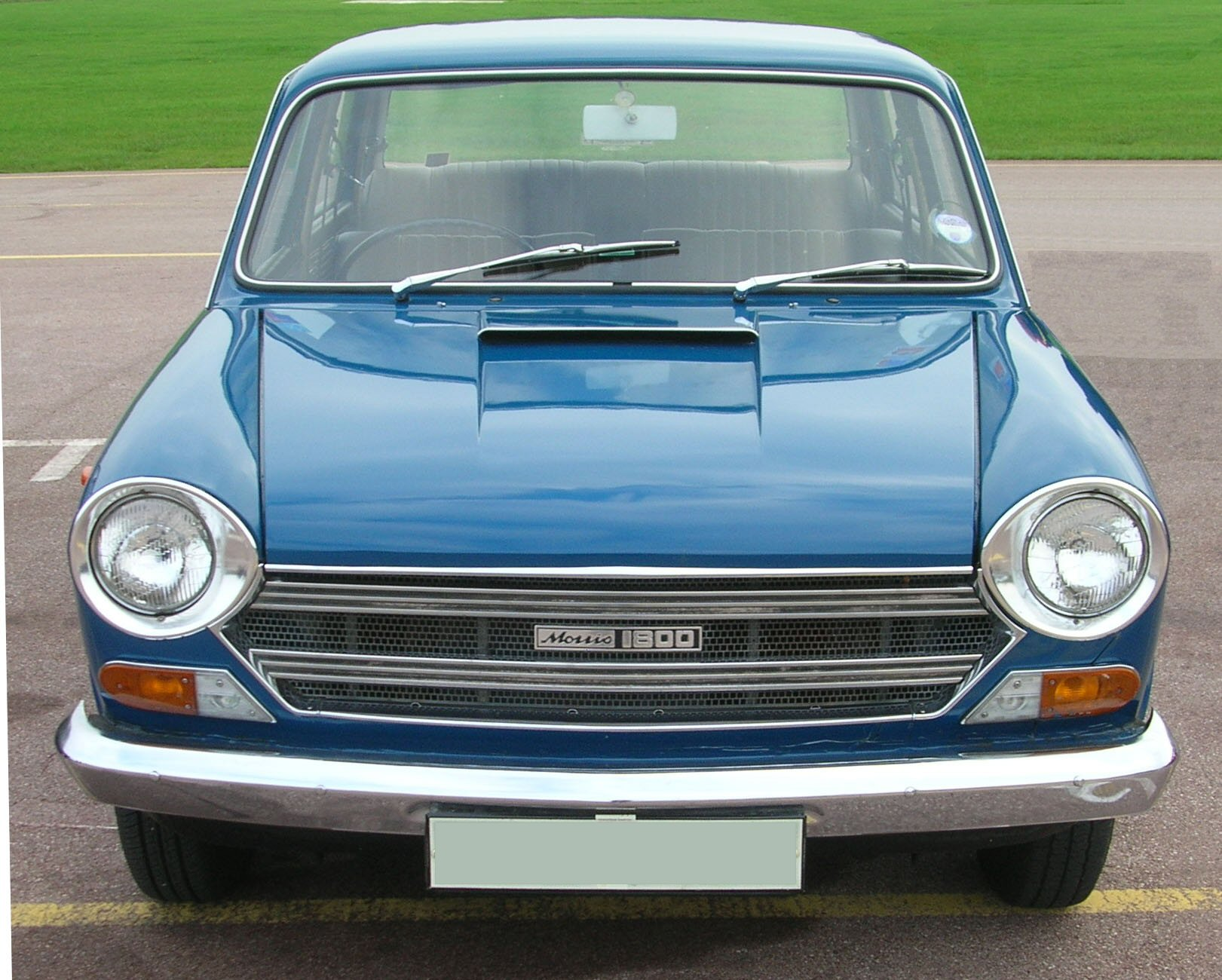
Morris 1800 Mark III 1972 г.в.
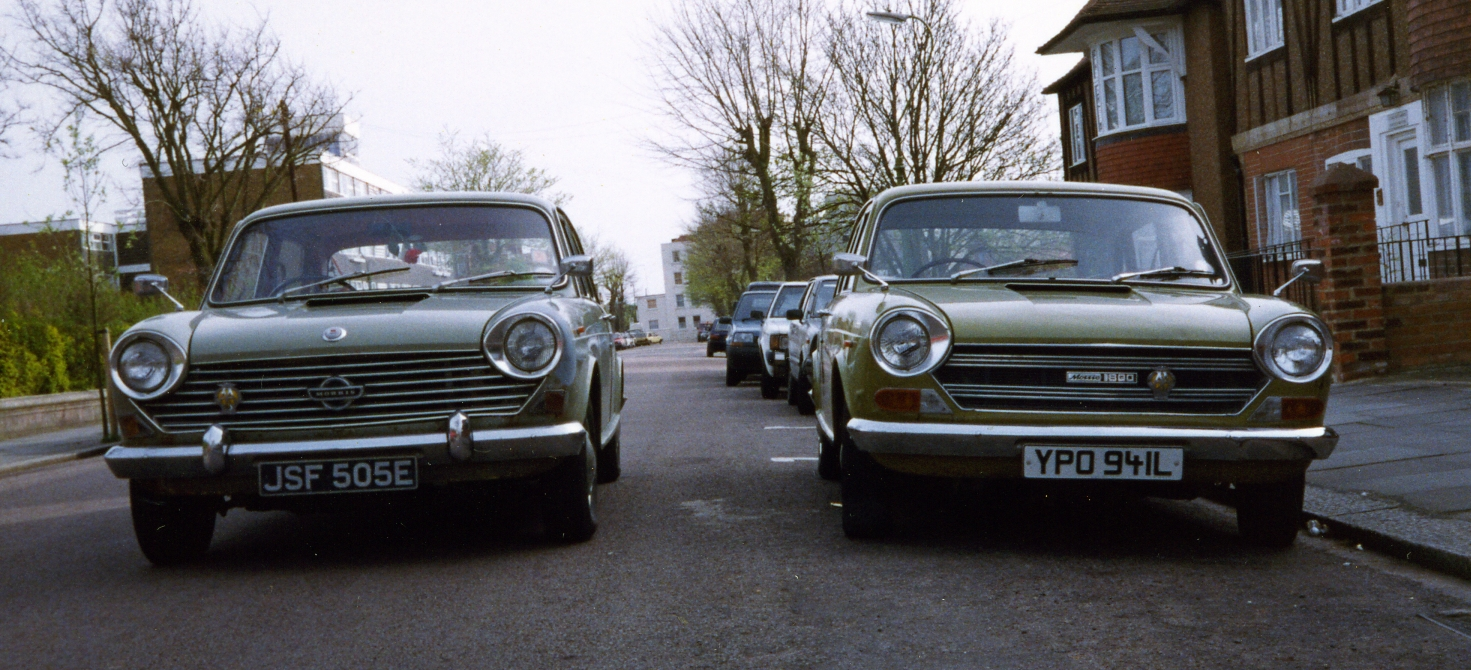
Morris 1800 Mark I (слева) и Mark III, вид спереди
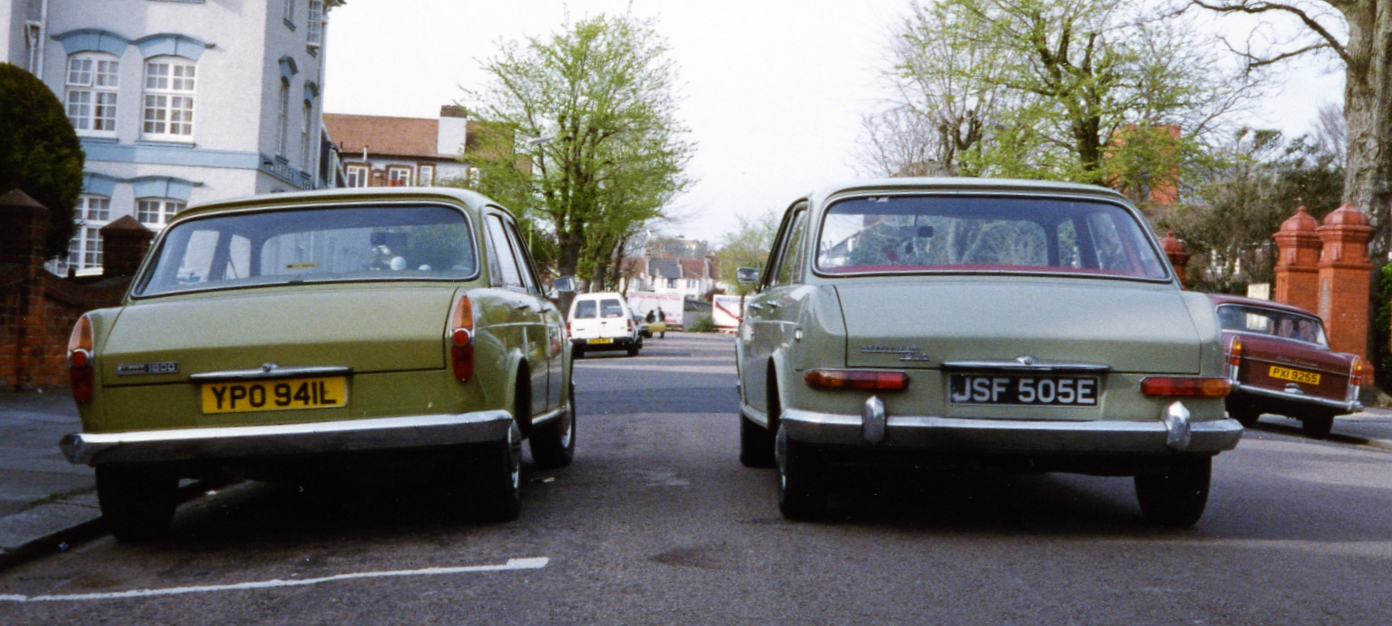
Morris 1800 Mark I (справа) и Mark III, вид сзади

## Наследие
За все 10 лет, с 1965  по 1974 годы, было произведено более 386000 различных вариантов ADO17. Большая часть, около 221000 машин — под маркой Austin. До наших дней дожило относительно мало автомобилей, не считая тех, что оказались в руках заботящихся о них фанатов. Причинами тому стали как необычный, вышедший из моды вид машин, так и их популярность в гонках на выживание.
| Название         | Произведено, шт. |
| ---------------- | ---------------- |
| Austin 1800/2200 | 221000           |
| Morris 1800/2200 | 105000           |
| Wolseley 18/85   | 35597            |
| Wolseley Six     | 25214            |

## Автоспорт

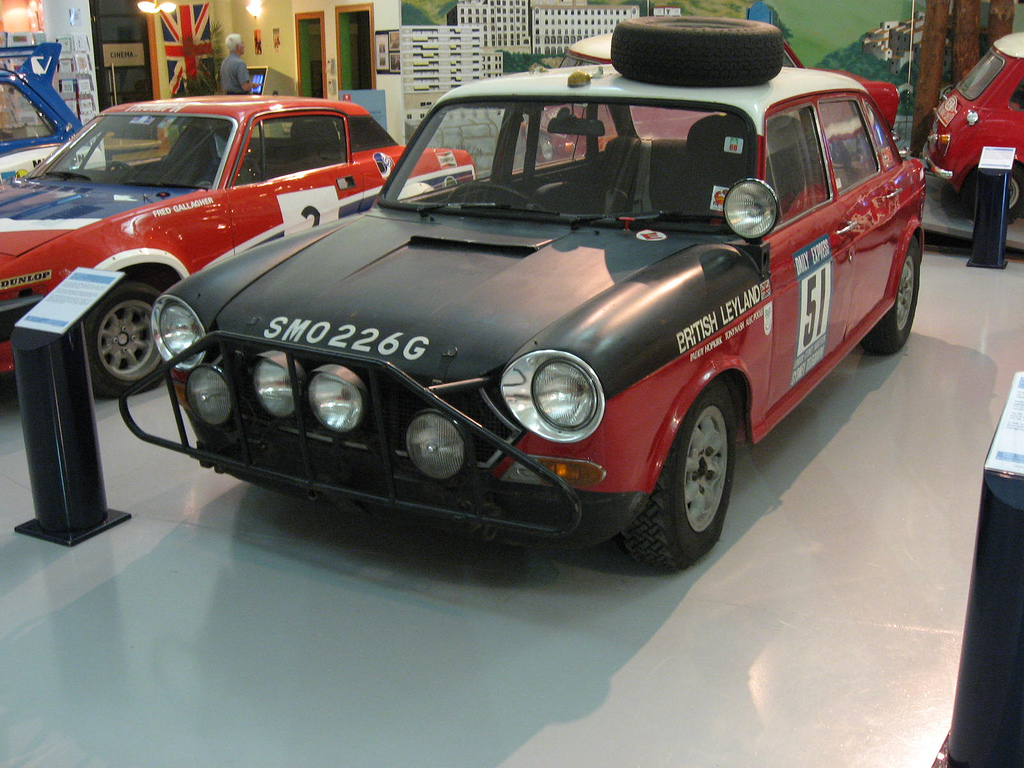
Автомобиль "BMC 1800", занявший второе место в марафоне Лондон-Сидней 1968 года

Автомобили Austin 1800 добились некоторого успеха и в ралли, где, несмотря на свои размеры и большой вес, оказались серьёзными соперниками. Благодаря очень жёсткому кузову и передовой конструкции подвески, машины могли быстро ехать по сложным дорогам и показывали высокую среднюю скорость в заездах.
На ралли же машина получила и своё прозвище. Один из австралийских журналистов, комментируя с вертолёта гонку, отметил похожесть широких, низких Austin на наземных крабов. Причём изначально машины получили прозвище «сухопутные крабы-почтальоны», за свою красно-белую окраску кузова.
Дебютировали они, впрочем, неудачно. В ралли Монте-Карло в 1965 году приняли участие две машины, занявшие в итоге 29-е и 32-е места. Первой победой стало 4-е международное ралли «Дунай» (2000 километров по Чехословакии, Австрии, Германии, Венгрии и Румынии), прошедшее в 1967 году. Отправлявшийся туда автомобиль с двухкарбюраторным двигателем мощностью 126 л.с. не успели перекрасить в гоночный чёрный цвет, и так и отправили в Прагу красно-белым. Что не помешало ему занять первое место.
После неплохого выступления на ралли Монте-Карло в 1968 году руководство BMC решило, что 1800-е готовы к более серьёзным гонкам, и 3 машины в этом же году отправились на сафари в Кению. Однако сафари обернулось полным провалом: 2 машины сошли с трассы из-за неполадок с передней подвеской, третья — с заклинившим из-за отказа масляного радиатора двигателем. Однако в BMC сделаи выводы, и на тяжёлом ралли в Акрополе удалось занять 10е место.

### Марафон Лондон-Сидней
Следующим соревнованием для ADO17 стал марафон Лондон-Сидней 1968 года. В отличие от других ралли, на автомобили, участвующие в марафоне накладывались только два условия: привод только на одну ось и высота, позволяющая перевозку на лайнере Чжоушань. К участию в марафоне было подготовлено семь машин. При подготовке BMC учли печальный опыт кенийского сафари и ралли в Акрополе, в частности автомобили проходили 600 часовой тест на кольцевой трассе близ города Бэгшот.
Заявленные к участию автомобили представляли собой доработанные Austin 1800 второго поколения. Кузова машин были усиленны в области днища, а также в местах крепления подвески, заимствованной у Mk I. Двигатель больших изменений не претерпел: рабочий объём увеличили до 1894 см³, переработав голову блока цилиндров, но оставив штатный распредвал. На двигатель были установлены два карбюратора SU с диффузорами 1.75¾ дюйма, а также облегченный маховик. Мощность двигателя составляла 100 л.с. Передаточное число главной передачи (взятой также у Mark I) было 4,1:1. На машины устанавливались колёса с 13" дисками и шинами Dunlop SP 44. Рулевое управление с колесом размером 16" и пониженным до 3,25:1 передаточным отношением (обычные Austin имели отношение 4,4:1) позволило машине делать резкие повороты. Салон машины был подготовлен для экипажа из трёх человек, а заднее сиденье раскладывалось в кровать. Автомобиль имел два бензобака суммарным объёмом 118 л. (26 галлонов), в связи с чем запасному колесу пришлось перебраться на крышу. итоговый вес машины с экипажем составил около двух тонн.
Марафон стал удачным для BMC: все машины дошли до финиша, а экипаж Падди Хопкирка занял второе место.

## Австралия

### Austin 1800
В 1960-х годах Австралия рассматривалась компанией BMC как основное экспортное направление, и в ноябре 1965-го на австралийский рынок вышел Austin 1800, а в 1968 году — Austin 1800 Mk II. Степень локализации сборки автомобиля заявлялась в 65–70% в первые годы производства, с гарантиями производителей довести её до 95% к 1968 году, в соответствии с требованиями австралийского законодательства. Первые машины практически не отличались от своих британских родственников, однако местные сборщики вскоре начали адаптировать авто к более жёстким дорожным условиям и климату южного материка. На автомобилях первого поколения в первую очередь «поднималась» подвеска (для увеличения дорожного просвета), устанавливалась защита картера двигателя, также улучшалась пылезащита. Автомобили второго поколения отличались в первую очередь большим придаточным числом главной передачи (передаточное число второй передачи осталось неизменным), и, за исключением первых машин, двухконтурным гидравлическим приводом тормозов производства местной компании Paton's Brake Replacements Pty. Ltd. При этом, несмотря на большую безопасность, двухконтурная система считалась менее эффективной, чем более старая Girling. Генератор также был австралийский, производства компании Electricity Meter & Allied Industries Limited (EMAIL), более известной своими электросчётчиками. в случае поломки эти генераторы как правило заменяли на австралийские же Lucas.
С 1968 по 1971 годы производилась также уникальная модель Austin 1800 Utlity с кузовом ют. Сборка таких авто началась в июле, незадолго до окончания производства первого поколения Austin, и большинство ютов были собраны на базе Mk II. Модель получила кодовое обозначение YD010, всего было выпущено 2000 машин. Austin 1800 продавался и в варианте шасси. Часть Austin, модель Freeway, экспортировались в Новую Зеландию, которая и сама собирала 1800-е Austin и Morris, на своих заводах.
Иронично, но эти машины, продававшиеся в Австралии лучше, чем в других странах, являлись при этом наименее популярными на австралийском рынке среди авто британской разработки. Они были просторной 4-цилиндровой заменой для популярных 6-цилиндровых машин, созданных по американским стандартам, например Holden Kingswood.
Нельзя также не упомянуть и об одном интересном прототипе, созданном для тестов на надёжность. В автомобиль с австралийским кузовом 1800 Mk II (с несколько модифицированной передней частью) был продольно установлен один из ранних двигателей Rover V8 объёмом 3,5 л. Далее через достаточно сложную систему к нему была подключена поперечно расположенная 3-ступенчатая АКПП производства Borg-Warner, мощность с которой подавалась на переднюю ось. Эта машина стала первым австралийским переднеприводным авто с двигателем V8. Машина была создана компанией BLMC (Австралия) на её заводе Виктория Парк в Зетланде. Стоимость серийного производства и надёжность автомобиля, однако, были признаны недостаточными, и проект был свёрнут, уступив австралийскому же Leyland P76. По некоторым данным прототип в дальнейшем был перевезён в Великобританию, в компанию British Leyland, где и затерялся. Существует и мнение, что его попросту разбили ещё во время тестов в Австралии.

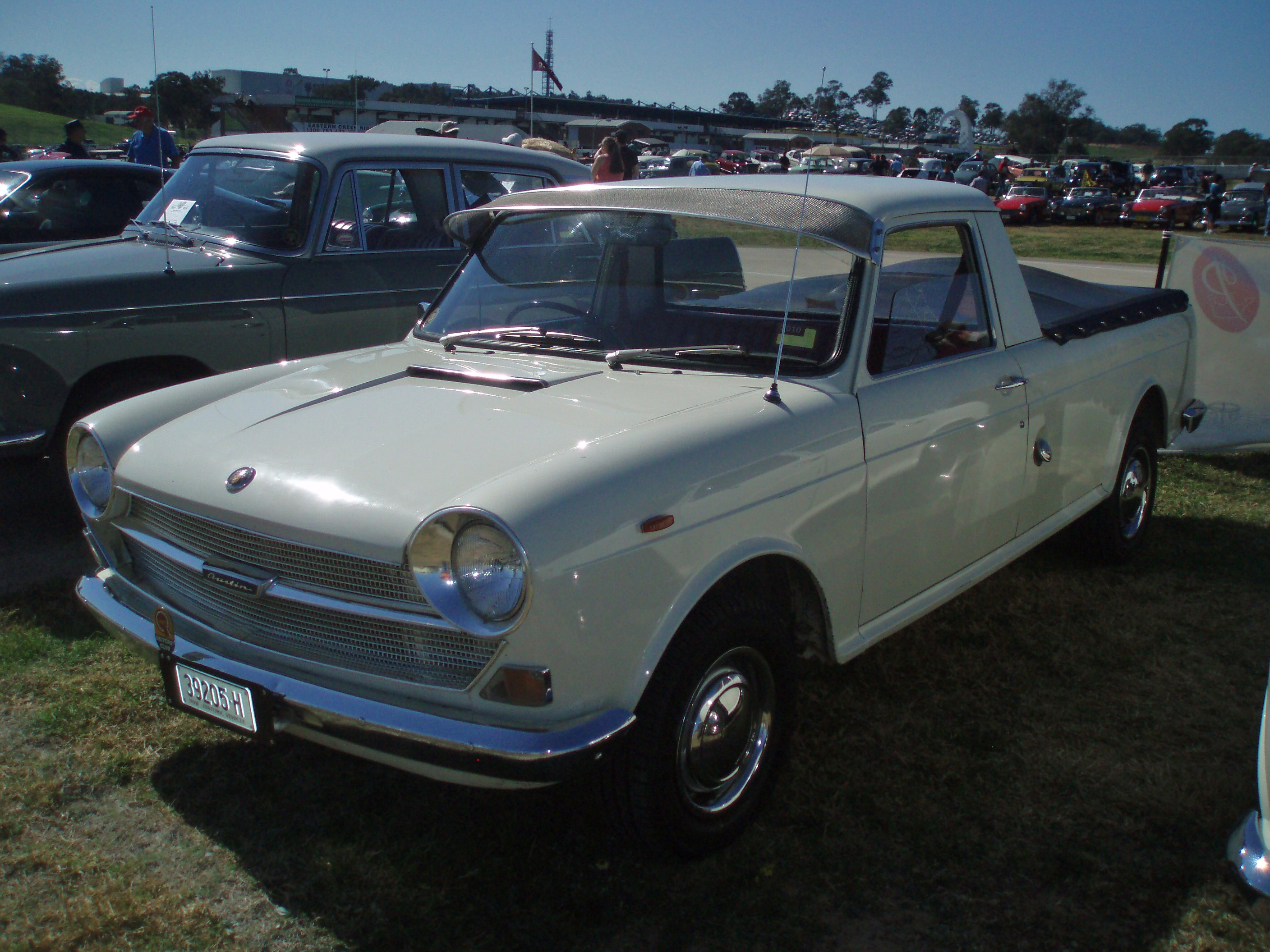
Austin 1800 Mk I Utility
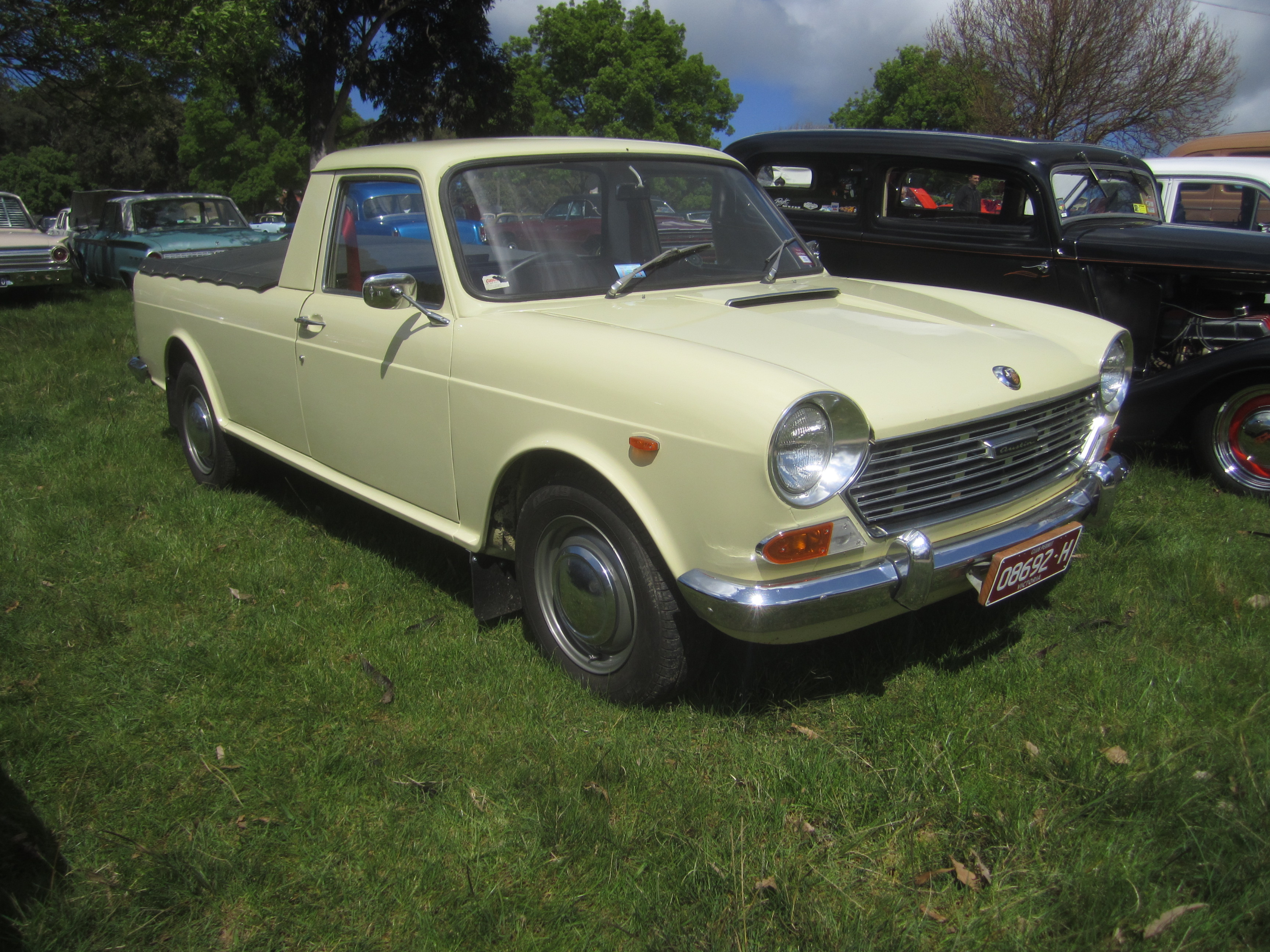
Austin 1800 Mk II Utility

### Austin X6: Tasman и Kimberley
В 1970 году австралийское подразделение British Leyland выпустило на смену 1800й модели автомобили серии X6, известные как Austin Tasman и более престижный Austin Kimberley. Машины отличались в первую очередь обновлённым дизайном и новым 6-цилиндровым двигателем объёмом 2,2 литра, созданным на базе 4-цилиндрового мотора серии Е. Это были одни из первых переднеприводных автомобилей с поперечно расположенной рядной шестёркой. Коробок передач предлагалось две: 4-ступенчатая МКПП и 3-ступенчатый автомат. Обе модели получили обновлённые салон и приборную панель, однако «автобусное» расположение рулевого колеса и место переключателя КПП перекочевали в них с 1800. Отличительной особенностью Kimberley первого поколения был более мощный двигатель с двумя карбюраторами SU (на Kemberley Mk II и Tasman ставили один карбюратор). Целью выпуска X6 была более жёсткая конкуренция с 6-цилиндровыми заднеприводными семейными авто местной сборки (производства компаний Holden, Ford и Chrysler Australia). Будучи технически более совершенными, обладая современным дизайном, плавностью хода, просторным салоном и достаточно мощным двигателем, Х6 были недостаточно проработаны в деталях (в связи с ограниченностью бюджета) и полностью провалились как конкуренты вышеупомянутым седанам. В 1973 году им на смену пришёл Leyland P76.
Местный дистрибьютор New Zealand Motor Corporation изначально импортировал Tasman и Kimberley из Зетланда, однако позже наладил их сборку из машинокомплектов на заводе Petone около Веллингтона. Эти машины имели степень локализации 40–50%, что отразилось в отделке салона другими материалами, но в остальном отличались от австралийцев только косметически. Продавались они при этом под маркой Morris.
Австралийский двигатель также устанавливался на британские Austin и Morris 2200, а в 1973 году Leyland Australia переделала его в 2,6 литровый для использования в Leyland P76 и 6-цилиндровых версиях Marina.

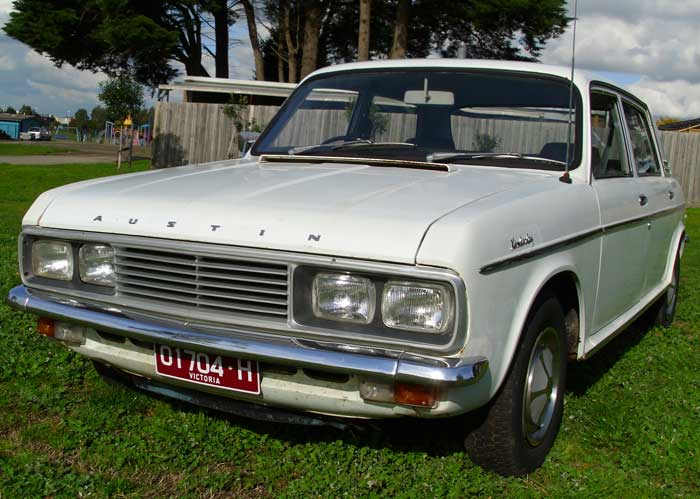
Австралийский Austin Kimberly Mk II 1972 г.в.
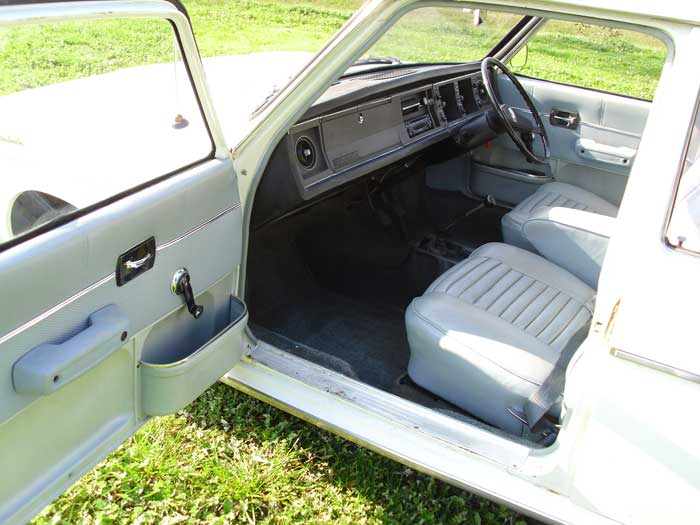
Австралийский Austin Kimberly Mk II 1972 г.в., интерьер